# SN 2006se
SN 2006se – supernowa typu Ia odkryta 14 listopada 2006 roku w galaktyce A011448+0006. W momencie odkrycia miała maksymalną jasność 22,70m.